# 워리어스 (2007년 드라마)
워리어스(Heroes and Villains)는 2007년 11월 11일부터 2008년 3월 29일까지 방영된 영국 BBC의 다큐드라마이다.

## 방송 시간
| 방송 채널 | 방송 기간                  | 방송 시간                                      |
| --------- | -------------------------- | ---------------------------------------------- |
| KBS 2TV   | 2008년 11월 3일 ~ 11월 7일 | 월요일 ~ 금요일 오후 7시 20분 ~ 8시 20분(60분) |

## 한국판 성우진(KBS)

### 1회 성우진
- 홍시호 - 나폴레옹(톰 버크)
- 김환진 - 프레롱(롭 브라이던)
- 한상덕 - 카르토 장군(케네스 크랜햄)
- 손정아 - 레티지아(앨리스 크리거)
- 장승길 - 도페이 장군(로저 애슈턴그리피스)
- 김소형 - 바라스(리처드 맥케이브)
- 이원준 - 디논(대런 케랄트)
- 소연 - 캐서린(지나 벨먼) / 파올레타(로라 그린우드)
- 곽윤상 - 듀고미에 장군(안소니 히긴스)
- 손정성 - 군인(알렉스 로우)

### 2회 성우진
- 김일 - 스파르타쿠스(안소니 플래너건)
- 김준 - 오에노마우스(조니 해리스)
- 류다무현 - 크릭수스(앤드류 티어난)
- 원호섭 - 바티아투스(마크 윈겟)
- 강구한 - 크라수스(로버트 글레니스터)
- 김규식 - 렌툴루스(루퍼트 반시타트)
- 나지형 - 스파르타쿠스의 아내(나디아 부세타)
- 김대중 - 노예 상인(제이미 포어먼)
- 박영재 - 검투사(가스파르 서보)

### 3회 성우진
- 신성호 - 코르테스(브라이언 맥카디)
- 김민석 - 몬테주마(라몬 티카람)
- 양석정 - 알바도라(엔드류 하워드)
- 송정희 - 도나 마리아(비네타 리시)
- 한호웅 - 비야파냐(앨릭 뉴먼)
- 전인배 - 로페즈(데이빗 메이브릭)
- 사성웅 - 콰도발(니콜라스 쇼)
- 홍진욱 - 콰테모크(T.J. 라미니)

### 4회 성우진
- 이정구 - 리처드 1세(스티브 워딩튼)
- 유강진 - 살라딘(엔디 루카스)
- 이완호 - 가르니에(도널드 섬터) / 나레이션
- 이장원 - 버건디(스튜어트 윌슨)
- 전인배 - 알아딜(실라스 카슨)
- 위훈 - 리체스터(리언 옥큰든)
- 김소형 - 신부(다러 오말리)
- 이지환 - 루카스(해리 로이드)
- 임주현 - 조앤(에이스 패튼)

### 5회 성우진
- 이봉준 - 아틸라(로리 매캔)
- 정훈석 - 에데코(앨런 리치)
- 이호인 - 블레다(니콜라스 볼턴) / 막시우스(이안 린제이)
- 온영삼 - 아이티우스(올리버 코튼)
- 박상일 - 크리사피우스(이안 바리트)
- 유해무 - 비질라스(마이클 말로니)
- 김관진 - 로블루스(케빈 엘든) / 데오도시우스(조니 필립스)
- 황원 - 난장이(믹 월터)